# Grupo Simoldes
O Grupo Simoldes é um grupo empresarial com sede em Portugal, cuja origem remonta a 1959 com a criação da Simoldes Aços, empresa que se dedica a fabricação de moldes para a injeção de termoplásticos. No ano de 1980 surge a primeira unidade exclusivamente dedicada à injeção de peças em plástico, a Simoldes Plásticos.